# Vescemont
Vescemont – miejscowość i gmina we Francji, w regionie Burgundia-Franche-Comté, w departamencie Territoire de Belfort.
Według danych na rok 1990 gminę zamieszkiwały 644 osoby, a gęstość zaludnienia wynosiła 91 osób/km² (wśród 1786 gmin Franche-Comté Vescemont plasuje się na 250. miejscu pod względem liczby ludności, natomiast pod względem powierzchni na miejscu 633.).